# 緊身衣

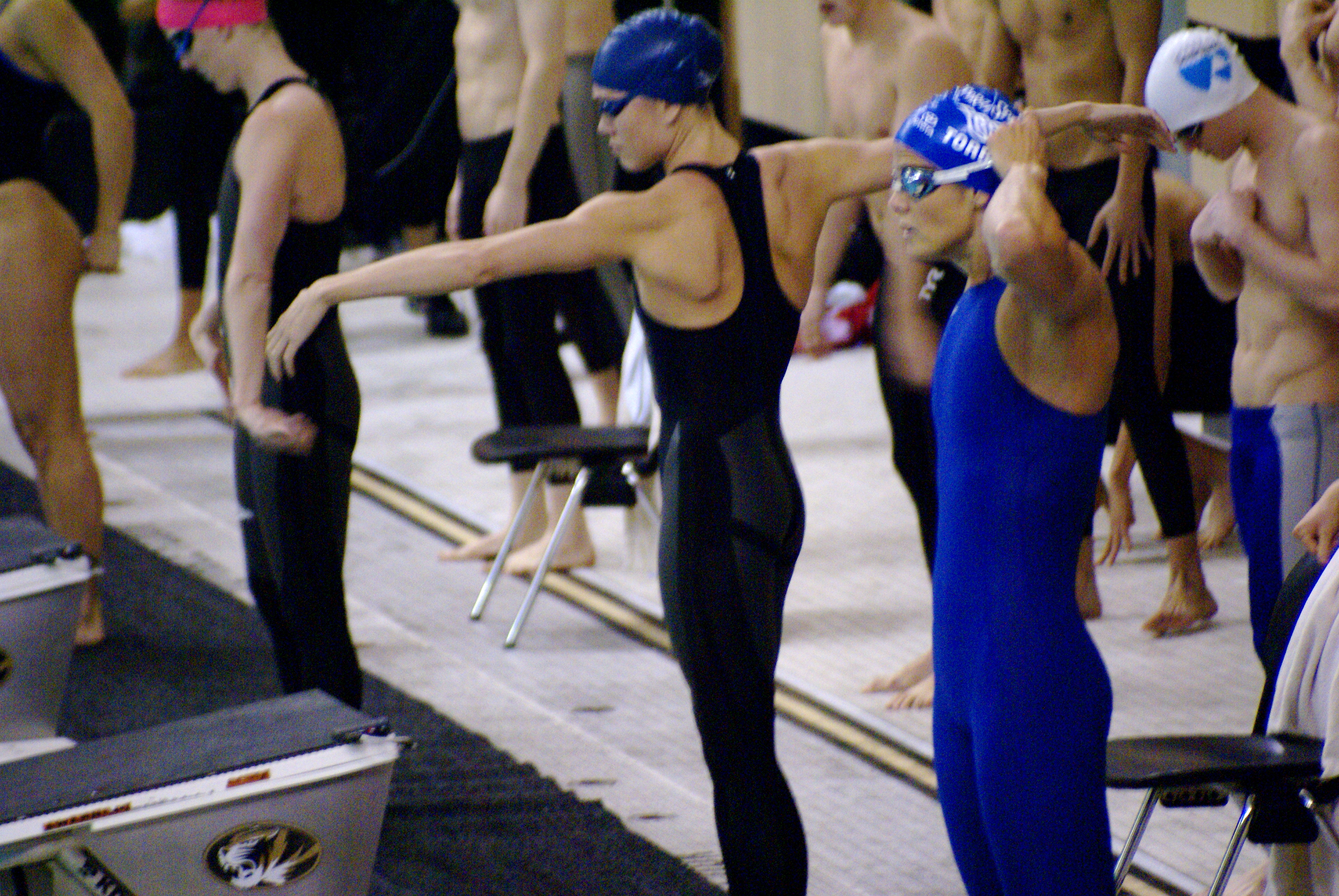
各式用於游泳運動的緊身衣 (泳裝)

緊身衣（英語：skin-tight garment）是利用延展纖維的彈性、使其緊貼在身上的服装。歷史上，首個進入市場的延展纖維（弹性体）例如：氨綸或elastane（品牌名稱為：Lycra）出現於1962年，並帶動服裝業的產業革命。